# Kościół św. Joachima i św. Anny w Annopolu (nowy)
Kościół Świętego Joachima i Świętej Anny – rzymskokatolicki kościół parafialny należący do dekanatu Zawichost diecezji sandomierskiej. Świątynia znajduje się obok starego, drewnianego kościoła parafialnego pod tym samym wezwaniem.

## Historia i architektura
Projekt świątyni, wykonany przez lubelskiego architekta Stanisława Fertnera został zatwierdzony przez kurię diecezjalną w Lublinie. Poprzedni projekt, opracowany przez Józefa Piusa Dziekońskiego został odrzucony przez biskupa lubelskiego. W 1936 roku rozpoczęły się prace budowlane. Śmierć proboszcza parafii w Annopolu, księdza Juliana Matrasia przerwała budowę, a później wybuchła II wojna światowa. W 1945 roku rozpoczęto budowę świątyni na przedwojennych fundamentach. Budowa trwała prawie 40 lat, ponieważ prowadzono ją w czasach władzy komunistycznej. Kościół został uroczyście poświęcony w 1966 roku przez biskupa lubelskiego Piotra Kałwę. Ukończone były wtedy tylko mury w stanie surowym, a we wnętrzu znajdował się prowizoryczny ołtarz. Prace budowlane były prowadzone przez księży: Władysława Kossarzeckiego, Władysława Kieszka, oraz Antoniego Bezpalkę. Do wyposażenia kościoła należą m.in.: witraże autorstwa Stolone-Dobrzańskiego z Krakowa, metaloplastyka autorstwa Hessa z Lublina, ambona i obraz Matki Bożej Kijowskiej (zwanej również Cygańską).

## Galeria

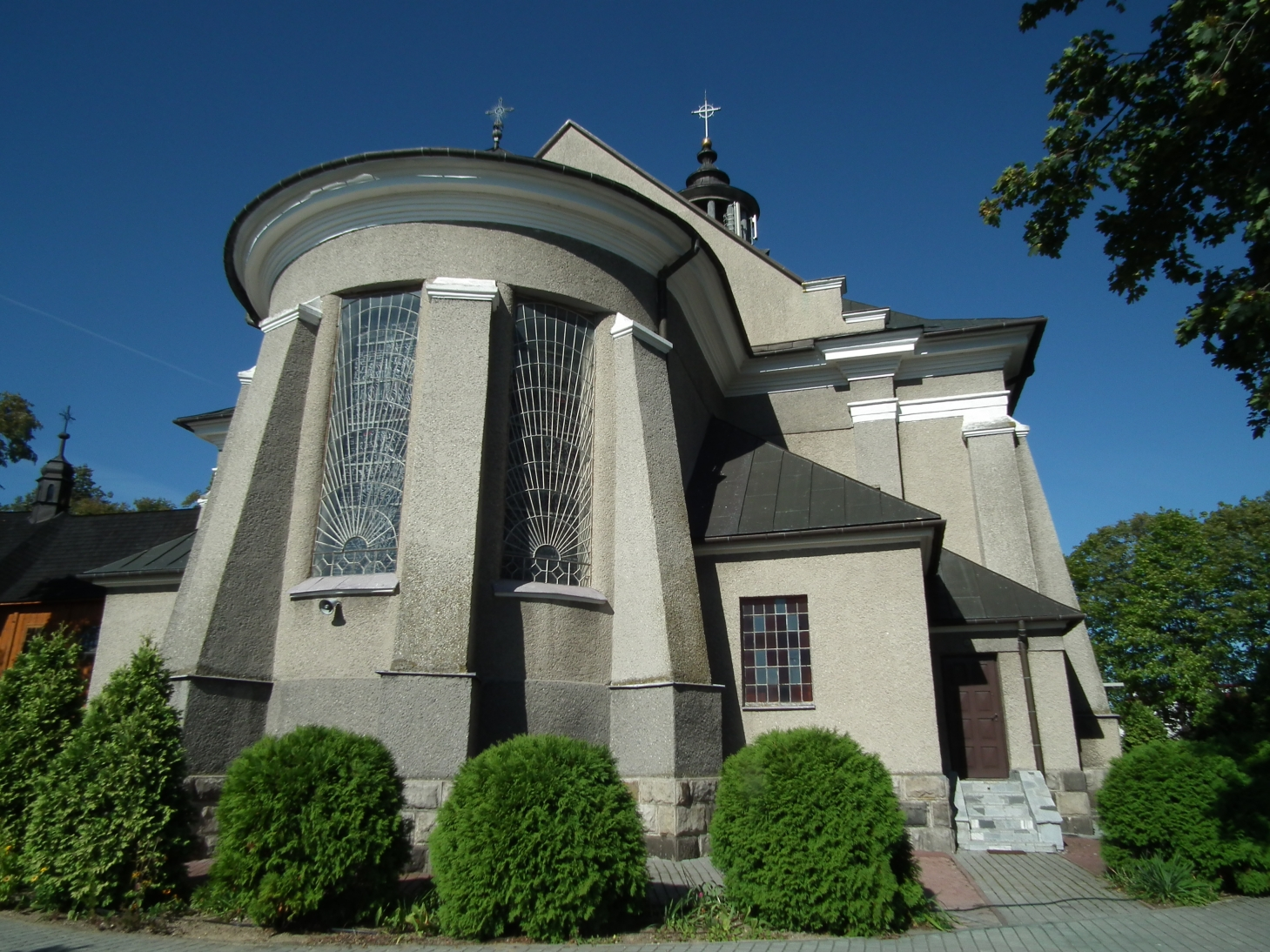
Widok od prezbiterium
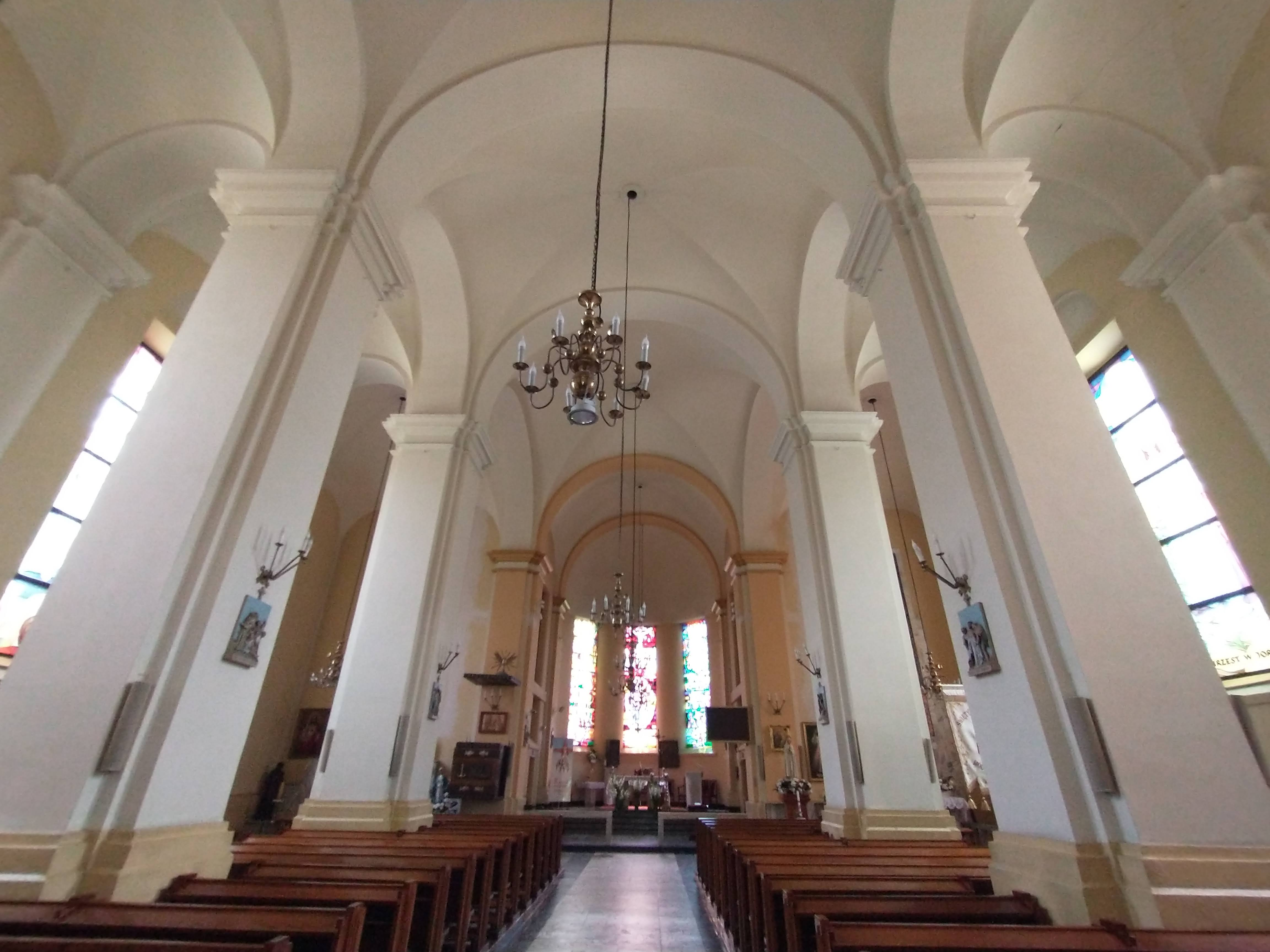
Wnętrze